# Kabinet-Marx III
Het Kabinet-Marx III regeerde in de Weimarrepubliek van 16 mei 1926 tot 17 december 1926.
| Functie            | Persoon                      | Partij  |
| ------------------ | ---------------------------- | ------- |
| Rijkskanselier     | Dr. Wilhelm Marx             | Zentrum |
| Buitenlandse Zaken | Dr. Gustav Stresemann        | DVP     |
| Binnenlandse Zaken | Dr. Wilhelm Külz             | DDP     |
| Justitie           | Dr. Johannes Bell            | Zentrum |
| Financiën          | Dr. Peter Reinhold           | DDP     |
| Economische Zaken  | Dr. Julius Curtius           | DVP     |
| Voeding            | Dr. Heinrich Haslinde        | Zentrum |
| Arbeid             | Dr. Heinrich Brauns          | Zentrum |
| Defensie           | Dr. Otto Geßler              | DDP     |
| Verkeer            | Dr. Rudolf Krohne            | DVP     |
| Post               | Karl Stingl                  | BVP     |
| Bezette Gebieden   | Dr. Johannes Bell ad interim | Zentrum |